# Sander de Brito Roque
Sander de Brito Roque (Capelle aan den IJssel, 12 oktober 1989) is een Nederlands voetbalscheidsrechter. Hij fluit voornamelijk wedstrijden in de Tweede Divisie en Derde Divisie van het Nederlands Amateurvoetbal. Hij maakte zijn debuut op het hoogste amateurvoetbalniveau op 8 september 2013 bij de wedstrijd Leonidas-EVV in de toenmalige Topklasse.

## Wedstrijden
De Brito Roque staat bekend als een van de beste en meest ervaren scheidsrechters van zijn tijd in het amateurvoetbal. Hij floot veel grote en belangrijke wedstrijden en wordt alom gerespecteerd door clubs en supporters. Sinds de invoering van de Tweede Divisie in 2016 is hij actief op dit niveau. Zijn eerste wedstrijd daarin was op 17 augustus 2016, Spakenburg-HHC Hardenberg (1-1). 
Verder floot De Brito Roque drie keer de beladen derby tussen IJsselmeervogels en Spakenburg en vier keer de derby tussen Katwijk en Quick Boys. Overige derby's onder zijn leiding waren GVVV-DOVO, NSC Nijkerk-Sparta Nijkerk, HBS-Quick en Eemdijk-IJsselmeervogels.
Ook floot hij sinds de invoering van de Tweede Divisie vijf keer de finale van de Play Offs voor een plek in de Tweede Divisie. In 2017 Rijnsburgse Boys-Spakenburg (2-1). In 2019 VVSB-Quick Boys (1-1). In 2022 GVVV-Kozakken Boys (1-4). In 2024 SC Genemuiden-Excelsior Maassluis (0-3) en in 2025 Noordwijk-Kozakken Boys (1-0).
Tijdens de finale in 2024 werd De Brito Roque gevolgd door een cameraploeg van ESPN voor de documentaire Achter het Fluitsignaal. Een miniserie waarin diverse scheidsrechters gevolgd werden rondom hun wedstrijden.

## Betaald Voetbal
In het verleden maakte De Brito Roque deel uit van de Talentenopleiding voor scheidsrechters in het Betaald Voetbal. Dit is een opleidingstraject voor beloftevolle scheidsrechters die kunnen doorstromen van Amateurvoetbal naar Betaald Voetbal. Hierna besloot hij terug te stappen naar het Amateurvoetbal.

## Opleiden
De Brito Roque is actief als KNVB opleider voor scheidsrechters. Hij leidt niet alleen scheidsrechters op in Nederland maar gaat namens de KNVB ook geregeld naar Suriname, Aruba, Bonaire en Curacao om opleidingen te verzorgen.

## Persoonlijk
Sander de Brito Roque is geboren in Capelle aan den IJssel en tegenwoordig woonachtig in Laren.